# Гогач, Мечислав
Мечислав Гогач (пол. Mieczysław Gogacz, 17 ноября 1926, Надруж, Куявско-Поморское воеводство — 13 сентября 2022, Варшава) — профессор философии, представитель томизма, в котором представлял направление очищения помыслов св. Фомы Аквинского от аристотелизма и неоплатонизма. Кроме того, он занимался историей средневековой философии, онтологическими вопросами, теорией познания, эстетикой, педагогикой, теорией культуры, мистицизма и религиозной жизни. Почётный гражданин города Рыпина.
Первоначально был связан с Люблинским католическим университетом, позже с Академией католического богословия, где в 1967–1997 годах был главой кафедры истории древней и средневековой философии и Университетом кардинала Стефана Вышиньского в Варшаве (который был создан на базе Академии католического богословия), где работал на кафедре истории философии. Он также читал лекции в Варшавском университете, Варшавской медицинской академии и Военно-технологическом университете.
Член Клуба консерваторов и монархистов. Соучредитель Научного общества томизма. Автор нескольких десятков книг и нескольких сотен статей на философские, педагогические и богословские темы.

## Книжные публикации
- Filozofia bytu w „Beniamin Major” Ryszarda ze Świętego Wiktora (1957)
- Problem istnienia Boga u Anzelma z Canterbury i problem prawdy u Henryka z Gandawy (1961),
- On ma wzrastać (1965),
- Obrona intelektu (1969),
- Ważniejsze zagadnienia metafizyki (1973),
- Wokół problemu osoby (1974),
- Błędy brata Ryszarda (1975),
- Poszukiwanie Boga (1976),
- Filozoficzne aspekty mistyki (1985),
- Szkice o kulturze (1985),
- Człowiek i jego relacje. Materiały do filozofii człowieka (1985),
- Filozoficzne aspekty mistyki. Materiały do filozofii mistyki (1985),
- Ciemna noc miłości (1985),
- Modlitwa i mistyka (1987),
- Elementarz metafizyki (19871, 20084),
- Wprowadzenie do etyki (1993),
- Platonizm i arystotelizm. Dwie drogi metafizyki (1996),
- Osoba zadaniem pedagogiki. Wykłady bydgoskie (1997).